# Blasiales
Blasiales é uma ordem de hepáticas (Marchantiophyta) constituída por apenas uma única família extante (com representantes vivos conhecidos) com duas espécies. A espécies integradas nesta ordem foram tradicionalmente classificadas entres os membros da ordem Metzgeriales, mas resultados obtidos com recurso à cladística molecular sugerem o seu posicionamento na base do clado Marchantiopsida.

## Classificação
A ordem Blasiales Stotler & Crandall-Stotler 2000 está dividiada em duas famílias, uma das quais extinta, e dois géneros extantes:
- Família †Treubiitaceae Schuster 1980
  - †Treubiites Schuster 1966
    - †Treubiites kidstonii (Walton 1925) Schuster 1966
- Família Blasiaceae von Klinggräff 1858
  - Blasia Linnaeus 1753
    - Blasia pusilla Linnaeus 1753

  - Cavicularia Stephani 1897 non Pavesi 1881
    - Cavicularia densa Stephani 1897